# Porcentagem de bases conquistadas

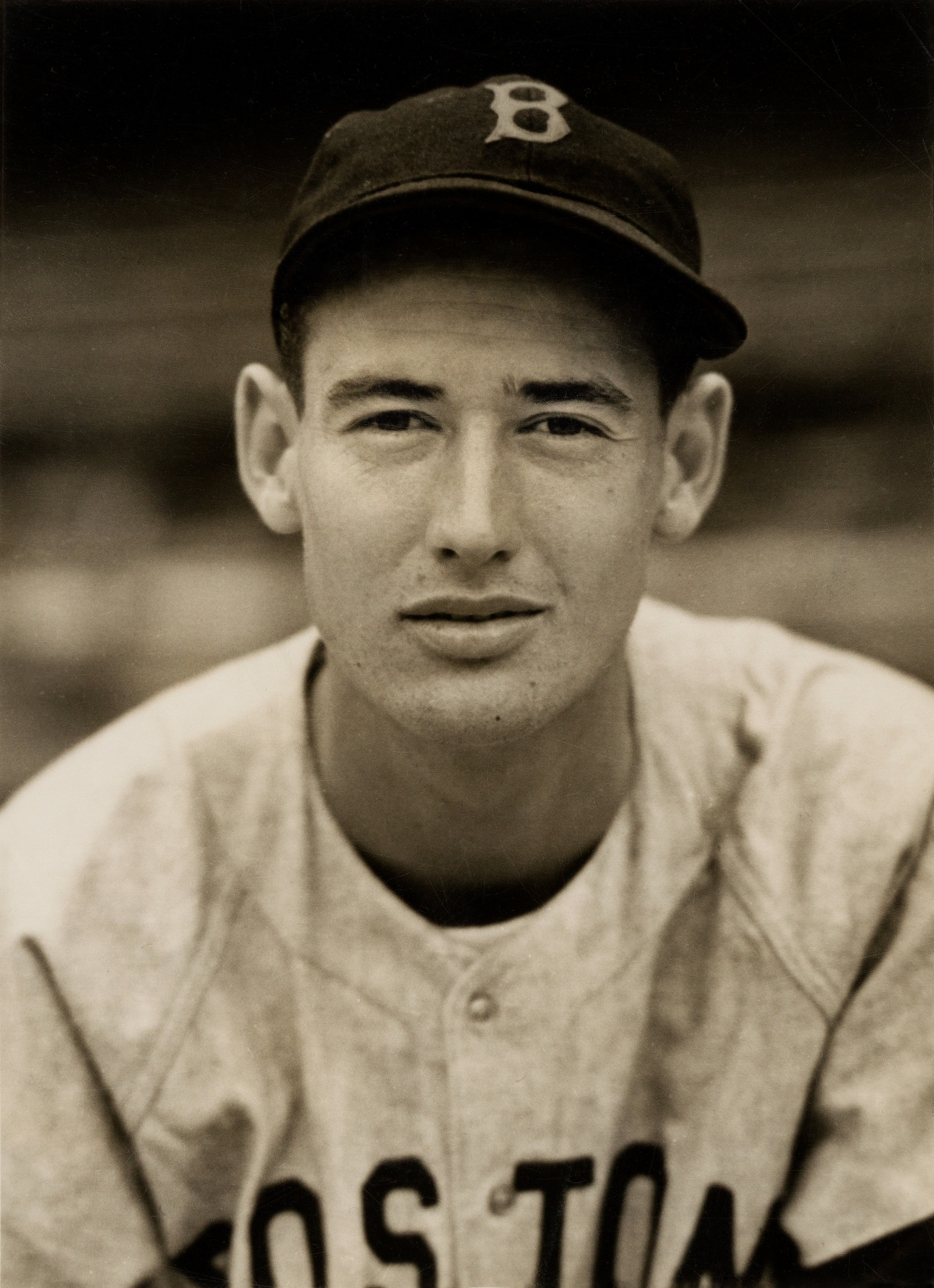
Ted Williams é o líder histórico da Major League Baseball em porcentagem de chegada em base.

Em estatísticas de beisebol [en], a porcentagem de bases ou porcentagem de bases conquistadas (OBP, do inglês on-base percentage) mede a frequência com que um rebatedor chega à base. Essa estatística oficial da Major League Baseball (MLB) desde 1984, às vezes é chamada de média de chegada em base, já que raramente é expressa como uma porcentagem verdadeira.
Definida geralmente como "a frequência com que um rebatedor chega à base por vez ao bastão", a OBP é calculada especificamente como a razão entre as vezes em base [en] do rebatedor (soma de rebatidas, base por bolas, e vezes hit by pitch) e a soma de vezes ao bastão, bases por bolas, atingido por arremesso e fly de sacrifício. A OBP não credita o rebatedor por chegar à base em erros, escolha do defensor, terceiro strike caído [en], obstrução, ou interferência do receptor [en], e desconta dos comparecimentos ao bastão quando o rebatedor se sacrifica intencionalmente em um sacrifice bunt [en] (algo como "batida de sacrifício" em português). 
A OBP é somada à porcentagem de rebatidas [en] (SLG) para determinar a On-base plus slugging [en] (OPS), sendo uma métrica ofensiva que analisa como um jogador contribui em duas categorias: capacidade de chegar à base e potência de rebatida.
A OBP de todos os rebatedores enfrentados por um arremessador ou equipe é chamada de "chegada em base contra".
A porcentagem de chegada em base pode ser calculada para equipes profissionais desde o primeiro ano da competição da National Association of Professional Base Ball Players em 1871, pois os valores componentes de sua fórmula têm sido registrados em placares de jogo desde então.

## História
A estatística foi criada no final da década de 1940 pelo estatístico do Brooklyn Dodgers, Allan Roth [en], junto com o então gerente geral dos Dodgers, Branch Rickey [en]. Em 1954, Rickey, então gerente geral do Pittsburgh Pirates, apareceu em um gráfico da revista Life no qual a fórmula da porcentagem de chegada em base foi mostrada como o primeiro componente de uma equação abrangente de "ataque". No entanto, não foi nomeada como porcentagem de chegada em base, e há poucas evidências de que a estatística de Roth foi levada a sério pela comunidade do beisebol na época.
A porcentagem de chegada em base tornou-se uma estatística oficial da MLB em 1984. Sua importância percebida aumentou após o influente livro de 2003, Moneyball [en], que destacou o foco do gerente geral do Oakland Athletics, Billy Beane, na estatística. Muitos observadores do beisebol, especialmente aqueles influenciados pelo campo da sabermetria, agora consideram a porcentagem de chegada em base superior à estatística tradicionalmente usada para medir habilidade ofensiva, a média de rebatidas [en], que contabiliza rebatidas, mas ignora outras maneiras pelas quais um rebatedor pode chegar à base.

## Visão geral
Tradicionalmente, jogadores com as melhores porcentagens de chegada em base rebatem como rebatedor inicial [en], a menos que sejam rebatedores de força, que geralmente rebatem um pouco mais abaixo na ordem de rebatidas. A média da liga para porcentagem de chegada em base na Major League Baseball variou consideravelmente ao longo do tempo; em seu pico no final da década de 1990, era cerca de 0,340, enquanto era tipicamente 0,300 durante a era da bola morta. A porcentagem de chegada em base também pode variar bastante de jogador para jogador. A maior OBP na carreira de um rebatedor com mais de 3.000 vezes ao bastão é 0,482, de Ted Williams. A menor é de Bill Bergen [en], com uma OBP de 0,194.
A porcentagem de chegada em base é calculada usando esta fórmula:
{\displaystyle OBP={\frac {H+BB+HBP}{AB+BB+HBP+SF}}}
onde
- H = Rebatidas
- BB = Bases por Bolas (Caminhadas)
- HBP = Hit by pitch
- AB = Vezes ao bastão
- SF = Fly de sacrifício

Em certos cálculos não oficiais, o denominador é simplificado e substituído por vez ao bastão (PA do inglês para "plate appearance"); no entanto, o cálculo de PAs inclui certos eventos raros que reduzirão ligeiramente a OBP calculada (como interferência do receptor [en] e (sacrifice bunt [en]). Sacrifícios de toque são excluídos da consideração porque geralmente são impostos pelo técnico com a expectativa de que o rebatedor não chegará à base, e, portanto, não refletem com precisão a habilidade do rebatedor de chegar à base quando tenta fazê-lo. Isso contrasta com o sacrifício de voo, que geralmente é não intencional; o rebatedor estava tentando uma rebatida.

### Líderes históricos
| #  | Jogador             | OBP   | Equipe(s)                                                                                        | Ano(s)                                   |
| 1  | Ted Williams        | .4817 | Boston Red Sox                                                                                   | 1939 [en]–1942 [en], 1946 [en]–1960 [en] |
| 2  | Babe Ruth           | .4740 | Boston Red Sox, New York Yankees, Boston Braves                                                  | 1914 [en]–1935                           |
| 3  | John McGraw [en]    | .4657 | Baltimore Orioles, St. Louis Cardinals, New York Giants                                          | 1891–1906 [en]                           |
| 4  | Billy Hamilton [en] | .4552 | Kansas City Cowboys [en], Philadelphia Phillies, Boston Beaneaters                               | 1888–1901 [en]                           |
| 5  | Lou Gehrig          | .4474 | New York Yankees                                                                                 | 1923 [en]–1939 [en]                      |
| 6  | Barry Bonds         | .4443 | Pittsburgh Pirates, San Francisco Giants                                                         | 1986 [en]–2007 [en]                      |
| 7  | Bill Joyce [en]     | .4349 | Brooklyn Ward's Wonders [en], Boston Reds, Brooklyn Grooms, Washington Senators, New York Giants | 1890–1898                                |
| 8  | Rogers Hornsby      | .4337 | St. Louis Cardinals, New York Giants, Boston Braves, Chicago Cubs, St. Louis Browns              | 1915 [en]–1937 [en]                      |
| 9  | Ty Cobb             | .4330 | Detroit Tigers, Philadelphia Athletics                                                           | 1905 [en]–1928 [en]                      |
| 10 | Jimmie Foxx         | .4283 | Philadelphia Athletics, Boston Red Sox, Chicago Cubs, Philadelphia Phillies                      | 1925 [en]–1942 [en], 1944 [en]–1945 [en] |
| 11 | Tris Speaker        | .4279 | Boston Red Sox, Cleveland Indians, Washington Senators, Philadelphia Athletics                   | 1907 [en]–1928 [en]                      |
| 12 | Eddie Collins [en]  | .4244 | Philadelphia Athletics, Chicago White Sox                                                        | 1906 [en]–1930 [en]                      |

### Líderes de temporada única
| #  | Jogador             | OBP   | Equipe                | Ano       |
| 1  | Barry Bonds         | .6094 | San Francisco Giants  | 2004 [en] |
| 2  | Barry Bonds         | .5817 | San Francisco Giants  | 2002 [en] |
| 3  | Ted Williams        | .5528 | Boston Red Sox        | 1941 [en] |
| 4  | John McGraw [en]    | .5475 | Baltimore Orioles     | 1899 [en] |
| 5  | Babe Ruth           | .5445 | New York Yankees      | 1923 [en] |
| 6  | Babe Ruth           | .5319 | New York Yankees      | 1920 [en] |
| 7  | Barry Bonds         | .5291 | San Francisco Giants  | 2003 [en] |
| 8  | Ted Williams        | .5256 | Boston Red Sox        | 1957 [en] |
| 9  | Billy Hamilton [en] | .5209 | Philadelphia Phillies | 1894      |
| 10 | Babe Ruth           | .5156 | New York Yankees      | 1926 [en] |